# 蘭貝里斯湖鐵路

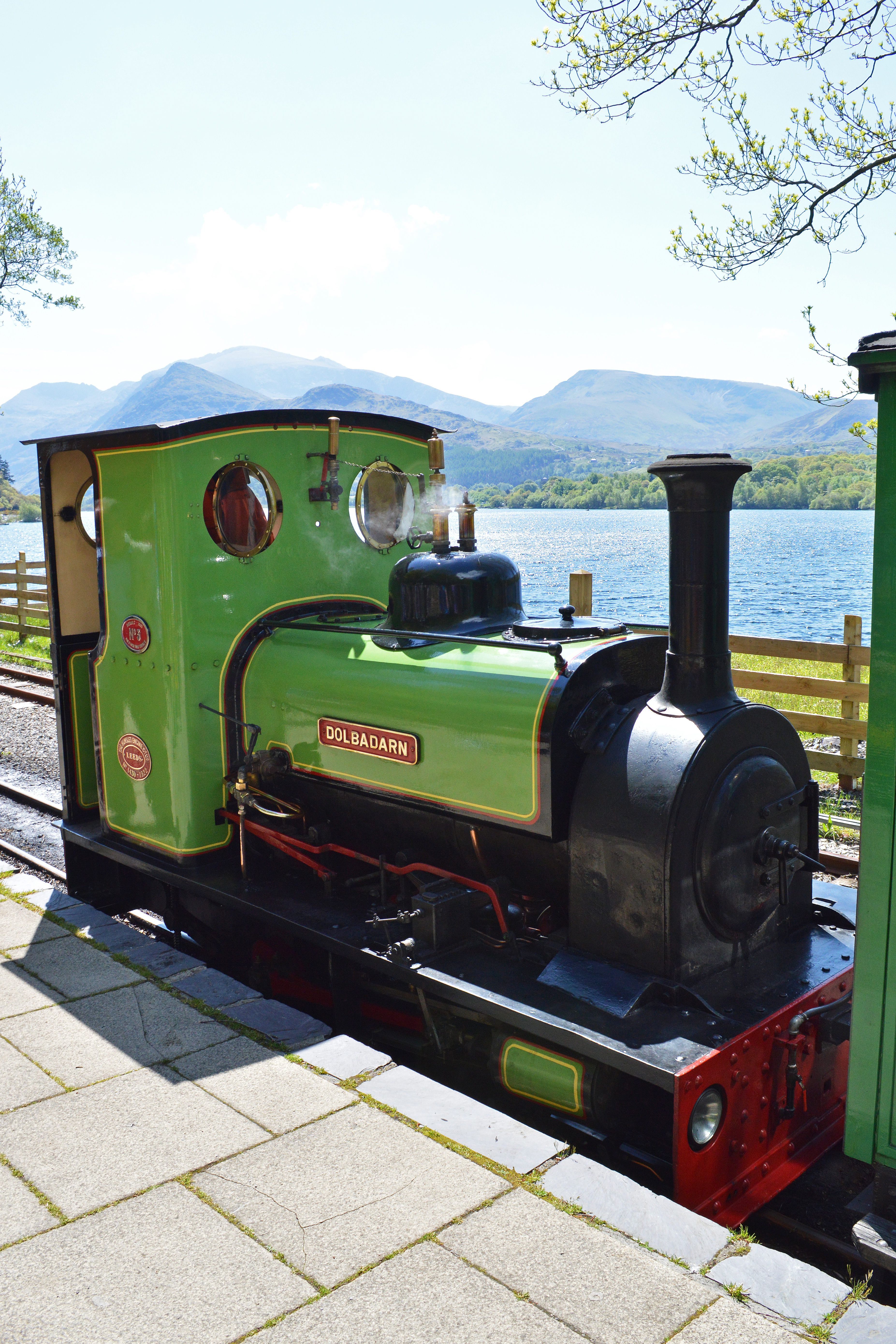
蘭貝里斯湖鐵路上的列車

蘭貝里斯湖鐵路是英國威爾斯的一個窄軌遺產鐵路，全長2.5英里（4）。該鐵路位於史諾多尼亞國家公園內，往返全程約需要60分。鐵路上行駛有三種蒸汽機車。

## 外部連結
- Official website （页面存档备份，存于）